# Flachgräberfeld von Schwerin-Ostorf
Das Flachgräberfeld von Schwerin-Ostorf ist das Relikt einer subneolithischen Kultur von Jägern und Sammlern der Ertebølle-Kultur bzw. der Lietzow-Kultur, die in Enklaven, auf für die Landwirtschaft nicht nutzbaren Arealen in Mecklenburg-Vorpommern und Brandenburg im ansonsten von den Trägern der Trichterbecherkultur (TBK) genutzten Gebiet für eine gewisse Zeit fortbestand. 
Das Gräberfeld von Ostorf befindet sich auf der Insel Tannenwerder, auch die Toteninsel genannt, im südlichen Ostorfer See. Hier wurden seit dem 19. Jahrhundert die Gräber von etwa 70 Individuen entdeckt und 1961 durch Bernhard Gramsch und Ewald Schuldt systematisch ausgegraben. Ein weiteres Gräberfeld dieser Art liegt in Groß Fredenwalde in der Uckermark. B. Gramsch und I. Nilius sehen auch in dem zum Teil Stielspitzenvarianten aufweisenden Material von den zum Teil nicht untersuchten Plätzen Lietzow-Buddelin und Waren-Stinthorst (ehemalige Insel) die Möglichkeit, dass es zu mesolithischen Gruppen gehört. Am Material und der Machart lässt sich die von Jägern nachgeahmte Keramik von derjenigen der TBK unterscheiden. Geweih- und Knochenreste von Biber, Dachs, Ente, Fuchs, Iltis, Reh, Rothirsch, Wildpferd, Wildschwein und Wolf weisen auf die Bedeutung der Jagd, für die auch Hunde belegt sind. Verschiedene subneolithische Kulturgüter zeigen Spezifika, die sie von der TBK abheben. Dazu gehören neben den charakteristischen merkwürdig gebogenen zweiflügligen Knochen- und Geweihschaftdolchen auch die Eigenarten im Bestattungswesen. Wolfgang Zessin fand am östlichen Ufer eine Anhäufung von Fundmaterial, das er den Gruppen zuordnet, die für das Gräberfeld auf der Insel verantwortlich sind.
Das Gräberfeld belegt vor allem, dass es keine Akkulturation bzw. Assimilation der Jäger gab. 